# Reprezentacja Hiszpanii w hokeju na lodzie mężczyzn
Reprezentacja Hiszpanii w hokeju na lodzie mężczyzn — kadra Hiszpanii w hokeju na lodzie mężczyzn.

## Historia
10 marca 1923 Hiszpania przyłączyła się do IIHF. Po zakończeniu budowy sztucznego lodowiska w Madrycie, Hiszpania rozegrała swój pierwszy międzynarodowy turniej. 21 grudnia wygrali w swoim pierwszym meczu międzynarodowym 6-4 z reprezentacją Belgii, podczas turnieju "Challenge de Haute-Garonne" we francuskiej miejscowości Luchon.
W 1924 reprezentacja Hiszpanii uczestniczyła w Mistrzostwach Europy w hokeju na lodzie. Ich rywalami byli Szwajcarzy i Szwedzi. Hiszpanie rozegrali tylko jedno spotkanie - ze Szwajcarami przegrane aż 0-12. Drugie spotkanie ze Szwedami, poddali walkowerem.
Rok 2010 Hiszpanie mogą uznać za najbardziej udany w historii. Udało im się uzyskać awans do I dywizji, dzięki wygranej w Mistrzostwach Świata II dywizji w Meksyku w dniach od 11 kwietnia do 17 kwietnia 2010.

## Występy na mistrzostwach świata
- 2001: 2. miejsce w II dywizji
- 2002: 3. miejsce w II dywizji
- 2003: 3. miejsce w II dywizji
- 2004: 4. miejsce w II dywizji
- 2005: 5. miejsce w II dywizji
- 2006: 5. miejsce w II dywizji
- 2007: 3. miejsce w II dywizji
- 2008: 3. miejsce w II dywizji
- 2009: 3. miejsce w II dywizji
- 2010: 1. miejsce w II dywizji (awans)
- 2011: 10. miejsce w I dywizji (spadek)
- 2012: 2. miejsce w II dywizji
- 2013: 6. miejsce w II dywizji (spadek)
- 2014: 1. miejsce w II dywizji grupie B (awans)
- 2015: 4. miejsce w II dywizji grupie A
- 2016: 2. miejsce w II dywizji grupie A
- 2017: 6. miejsce w II dywizji grupie A (spadek)